# چیشما-اوراکایوو
چیشما-اوراکایوو (به لاتین: Chishma-Urakayevo) یک منطقهٔ مسکونی در روسیه است که در باشقیرستان واقع شده‌است.